# 霍米夫卡 (特諾皮爾州)
49°43′24″N 25°31′54″E / 49.72333°N 25.53167°E

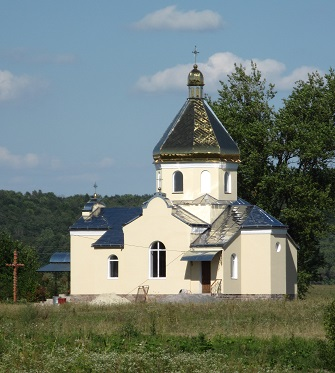

霍米夫卡（羅馬化：Khomivka）是烏克蘭的村落，位於該國西部捷爾諾波爾州，由捷尔诺波尔区負責管轄，始建於1705年，面積0.65平方公里，2001年人口196，人口密度每平方公里302.9人。